# Luboš Hušek
Luboš Hušek (* 26. Januar 1984 in Jablonec nad Nisou) ist ein tschechischer Fußballspieler.

## Karriere
Luboš Hušek begann mit dem Fußballspielen bei FK Elitex Jablonec, mit zehn Jahren wechselte er zum FK Jablonec 97. Dort rückte der defensive Mittelfeldspieler im Januar 2004 in den Profikader auf. Am 16. Februar 2004 feierte er im Spiel gegen Sigma Olomouc sein Erstligadebüt. Sein erstes Ligator schoss er am 17. Oktober 2004. Einen Fauxpas leistete sich der talentierte Hušek 2005, als er bei mehreren Trainingseinheiten seines Klubs unentschuldigt fehlte.
Seit August 2005 wird Hušek auch in der tschechischen U-21-Nationalmannschaft eingesetzt. Im Sommer 2006 hatte der FK Jablonec Angebote für Hušek von Celtic Glasgow und AS Saint-Étienne, doch der Tscheche lehnte mit der Begründung ab, er fühle sich noch nicht reif für einen Auslandstransfer.
Ende September 2006 fehlte Luboš Hušek erneut im Training seiner Mannschaft, ebenso unentschuldigt war er im folgenden Meisterschaftsspiel abwesend. Für die Klubführung war er nicht zu kontaktieren. Wenige Tage später vermeldete der tschechische Rekordmeister Sparta Prag die Verpflichtung des Mittelfeldspielers, zunächst auf Leihbasis, im Januar 2007 unterschrieb Hušek dort einen Vertrag bis zum 30. Juni 2010.
Bei Sparta Prag eroberte sich der medienscheue Hušek sofort einen Stammplatz. Nach dem Weggang von Tomáš Sivok im Januar 2007 war er der wichtigste Spieler im defensiven Mittelfeld des Hauptstadtklubs. Ab der Rückrunde 2009/10 kam er seltener zum Einsatz und gewann die Meisterschaft 2010. Seit Sommer 2012 ist er ohne Verein.

## Erfolge
- Tschechischer Meister: 2012